# ポラリスプロジェクトジャパン
人身取引被害者サポートセンターライトハウス（英: Lighthouse: Center for Human Trafficking Victims）は、日本のNPO法人。2014年1月にポラリスプロジェクトジャパンより改名。被害者とのかかわりや、啓発・提言活動を通じて、性的搾取や労働力搾取を目的とした人身取引問題に取り組み、日本を人身取引問題のない社会にすることを目指している。
ポラリスプロジェクトは、人身取引根絶を目指し、2002年2月14日に米国で設立され、日本では、2004年8月に、藤原志帆子がポラリスプロジェクトジャパンを任意団体として設立し、2009年にNPO法人化。団体設立10年を迎え、名称を「人身取引被害者サポートセンターライトハウス」に変更。2019年12月、自由民主党議員で構成される「性暴力のない社会の実現を目指す議員連盟」のメンバーへの政策提言を行って、AV出演強要を考えるプロジェクトチームを発足を実現。第一回目の勉強会には講師として参加した。2021年3月17日に代表理事（理事長）が、藤原志帆子から林美子に交代。
2022年3月から「特定非営利活動法人ぱっぷす」に人身取引被害の相談事業を移し、2022年7月に解散した。

## 沿革
以下、ポラリスプロジェクトジャパン活動報告書2011から引用。
- 2002年 - 米国ポラリスプロジェクト設立
- 2004年 - ポラリスプロジェクトジャパン設立。日本人ボランティアと有志が東京を拠点に活動を開始
- 2005年 - 相談電話開始。開始後まもなく緊急のケースを含め、外国人女性の人身取引に関する相談が多く入るようになる
- 2006年 - 警察や支援者向けの啓発ブックレットを発行
- 2007年 - 設立3年目にして、日本の主要『反人身取引団体』として成長し、国内外で講演の機会や外国政府・NGOの面会以来が増える
- 2008年 - ボランティアや、ポラリスプロジェクトジャパンを応援する人々の強い意志で、毎月のセミナーの実施を開始。メディア、活動家、学生などが人身取引問題を多角的に知る唯一の機会として現在も進行中
- 2009年 - NPO法人格取得。日本人児童や女性への人身取引の相談が増えたことを受け、買春やポルノに巻き込まれる子どもたちを守るためのアウトリーチを開始し、外国特派員協会で記者会見を実施
- 2010年 - 日本での取り組みが特に遅れている児童ポルノ問題に対し、多くの相談を受けていたポラリスプロジェクトジャパンは他団体と協力し様々な取り組みを行った
- 2011年 - 国会議員会館で院内集会を実施（2月）。世界各国の有識者・実務家を集め、初めてのシンポジウムを実施（11月）。

## ミッション（使命）と方針
以下、ポラリスプロジェクトジャパンホームページから引用。
ライトハウスは、被害者とのかかわりや、啓発・提言活動を通じて、性的搾取や労働力搾取を目的とした人身取引問題に取り組み、日本を人身取引問題のない社会にすることを目指します。
私たちはミッション達成のために、7つの方針を掲げています。
1. 非暴力（Nonviolence）
人身取引には抑圧や暴力が用いられることが多くありますが、この問題を暴力で解決することはできません。また、個人間そしてグループ間の対立を解決するには、暴力や人を欺く行為ではなく、思いやり、理解、誠実なコミュニケーション、そして愛情をもって取り組む必要があると考えます。私たちは不正行為に対する説明責任を追及しながら、抑圧を乗り越え、社会的な力の不均衡を是正し、全ての個人の尊厳のために非暴力的な手段を用いて活動します。
2. 説明責任（Accountability）
私たちの持つ影響力を行使して社会変化をもたらすためには、地域社会からの信頼が不可欠であると認識しています。従って、財政および事業活動における誠実性と透明性を維持する努力を怠りません。寄付金や助成金に関する、責任ある管理運営を全うし、有効かつ合理的な事業活動を実行します。
3. 協働（Collaboration）
個々の活動・組織が乖離した状態では、効果的に人身取引という犯罪産業に立ち向かうことは不可能であると認識します。ポラリスプロジェクトは、協働の精神を促進、実行し、国際的な人身取引根絶活動の強化に努めます。政治やイデオロギーの違いなどを越えて、様々な個人や団体と連携を取ることが必要だと考えます。
4. コミュニティーエンパワーメント（Community Empowerment）
人身取引という国際的な犯罪産業を取り締まるには、各国政府および国際機関による対策だけでは不十分です。私たちは地域住民や団体などによる積極的な参加を促すために、人身取引に関する情報や講座の開催、そして交流の場を提供します。更に、一人ひとりの[地域社会における責任への認識度向上・行動喚起という視点からも取り組みを行います。
5. 被害者中心（Victim-Centered）
人身取引の被害者は、虐待や搾取などの暴力を受けている社会的弱者であるにも関わらず、世間から非難される傾向にあり、奴隷状況から脱出してもなお孤立し、差別や偏見にさらされることが多々あります。私たちはこのような被害者への差別や偏見をなくすことに努め、年齢、性別、性的志向、また在留資格の有無に関係なく、平等に人身取引被害者への支援を行います。
6. 長期的改革（Long-Term Change）
人身取引の起こる背景には、経済格差、貧困、子どもや女性への人権侵害、国際的な組織犯罪などといった様々な要因があり、解決への道のりは複雑かつ長期的な展望を必要とします。この犯罪産業撲滅のため、人身取引の根本的な要因を追及し、そして抑圧を増長させる社会構造を変えていくために、長期的な社会改革を目標に人身取引廃絶活動に取り組みます。
7. 革新（Innovation）
人身取引撲滅のためには、革新的な対応策が必要と考えます。社会起業家精神のもと、常に新しい解決法を見出し、テクノロジーを駆使することにより、更に効果的な活動を行います。

## 活動

### 政策提言
2019年5月8日と12月3日に、アダルトビデオ（ＡＶ）への出演強要被害をなくすための法制化を求める集会が開催され、代表の藤原志帆子が法律制定を目指して話し合いをしている。

### 被害者支援
ホットライン相談（電話相談）
2005年に日本初の人身取引被害者のためのホットライン（無料）を開始。2005年に開始以降、2011年末までにのべ2500件以上の相談に対応しており、2011年度には381件の相談に応じた。対応言語は日本語、英語、韓国語の三か国語。また、メールでの相談にも対応している。
被害者直接支援
ホットラインに助けを求めてきた被害者の保護、また緊急時におけるソーシャルワークサービスを行う。また、被害者が必要とする医療や福祉、法的支援を受けるための付き添い支援を行い、必要な場合、連携機関であるシェルター（緊急の一時保護施設）や法律相談、医療機関等への紹介を行う。

### 啓発活動
研修
人身取引の被害者との接触が多い入国管理局の職員や警察官などへ、人身取引問題の実態や経路、具体例など、研修事業を行っている。
活動実績：都道府県青少年・治安対策本部、東京都教育庁指導部、外国人女性法律家協会（FWLA）、法務省、新宿区、江東区、台東区、法務省入国管理局、東京入国管理局、都道府県警、児童養護施設等
講演
人身取引問題の実態を、各市町村などの行政や、児童養護施設、高校・大学などで講演を行い、より広い世代に理解してもらうための活動を行っている。学校関係者、児童福祉専門家、地域社会、学生グループなど、幅広い層への講演・ワークショップを行っている。
セミナー
2011年の5月から、毎月一回ゲストを招いて『ポラリスプロジェクト連続セミナー』を開いている。テーマは「人身取引を知っていますか？」「子どもの性の商品化を止められるか」。場所は、EIJI PRESS Lab (英治出版) やザ・ボディショップルームなど。

### アドボカシー活動
日本の人身取引に対する法律や体制を強化のために働きかけを行い、諸外国からの政府、NGO、議員から国連機関まで、日本の人身取引の現状とその取り組みを発信し、問題提起をしている。
活動実績：国際シンポジウム「変化を遂げる現代の人身取引対策－各国の成功と課題から」（2011）
- 【コーディネーター】　森田明彦　セーブ・ザ・チルドレン　シニアアドバイザー
- 【主催】NPO法人ポラリスプロジェクトジャパン
- 【助成】国際交流基金
- 【後援】米国大使館・ＪＮＡＴＩＰ（人身売買禁止ネットワーク）